# 神様のジョーカー
『神様のジョーカー』（かみさまのジョーカー）は、原作：楠みちはる、作画：佐原ミズによる日本の漫画作品。『イブニング』（講談社）にて、2015年11号から2016年24号まで掲載された。単行本は全3巻。全26話。
本作は、楠みちはるが21歳のときに考えていたストーリーが原案となっている。
楠みちはるは、湾岸ミッドナイトなど車やバイクの漫画作品ばかりを描いていたが、別ジャンルの作品を作りたいという思いから本作の作成に繋がった。

## あらすじ
平凡な男子大学生の緒方希和(おがたきわ)には不思議な能力がある。「強く願った”願い”を叶えることができるが、代りに何か代償を伴う」という能力。
希和は就職活動をしているときに、年上の彼女・茉洋(まひろ)の希望もあり、茉洋の働いている大手出版会社「緑樹出版」に就職することを願った。すると、今まで連敗続きだったことがウソかのようにあっさりと内定を貰うことができた。しかし、その代償として茉洋の叔父さんが亡くなってしまう。両親のように育ててくれた叔父さんだったために悲しむ茉洋であったが、それと同時に希和の能力について興味を持ち始める。
茉洋は能力の真偽を確かめるため、「上司の松木次長に罰を与えることを願って欲しい」と希和に依頼するが・・・

## 登場人物
緒方希和（おがた きわ）。
本作の主人公。地味で平凡な男子大学生。「“代償”と引き換えに願いを叶える」という特別な力を持っており、その能力を使って、大手の“緑樹出版”　に就職する。配属先は漫画雑誌『ヤングナイト』の編集部。漫画家・富田春樹の担当になる。
島崎茉洋（しまざき まひろ）
本作のヒロイン。緒方希和の１歳年上の彼女。緑樹出版の広告局勤務。希和の力を利用して上市の松木次長への復讐を画策する。結果的にその願いは成就するがその”代償”として、自らが交通事故にあってしまう。
川科友里（かわしな ゆり）
希和の同期社員。控えめな印象の女性で、他の同期と馴染めずにいる希和と気が合う。会いたい人がいるため、緑樹出版に入社した。
松木隆（まつき たかし）
緑樹出版の広告局の次長。女たらしで女性関係のトラブルが絶えない。酒好きで酒に強い。児童買春の疑いで警察に任意同行を求められる。
市川（いちかわ）
緑樹出版の広告局に勤めていた契約社員。茉洋に仕事を教えた先輩。契約更新を狙って松木次長と寝たが、契約更新ができず退社。
富田春樹（とみた はるき）
漫画家。かつては大変な売れっ子作家であったが、現在は漫画も描かず自堕落な生活をしている。瀬川恵子という女性と出会ったことがきっかけで漫画が売れるようになったことから、彼女のことを”女神”と思っていたが、瀬川と連絡が取れなくなってから作品づくりが上手くいかなくなった。

## 書誌情報
- 原作：楠みちはる、作画：佐原ミズ 『神様のジョーカー』 講談社〈イブニングKC〉、全3巻
  1. 2015年11月20日発売、ISBN 978-4-06-354595-1
  2. 2016年6月23日発売、ISBN 978-4-06-354623-1
  3. 2017年1月23日発売、ISBN 978-4-06-354652-1